# Cysteamin
Cysteamin (systematicky 2-aminoethanthiol) je organická sloučenina se vzorcem HSCH2CH2NH2, obsahující aminovou i thiolovou funkční skupinu. Často se používá v podobě solí, jako jsou hydrochlorid, fosfocysteamin, a hydrogenvinan.
Tato látka vzniká (společně s kyselinou pantothenovou) rozkladem pantetheinu, který je sám produktem rozkladu koenzymu A.
Slouží jako biosyntetický prekurzor neurotransmiteru hypotaurinu.

## Použití
Cysteamin se používá na léčbu cystinózy, nemoci doprovázené nadměrným hromaděním cystinu, oxidovaného dimeru aminokyseliny cysteinu. Pomáhá odstraňovat přebytečný cystin z buněk. Lze jej přijímat ústně i v podobě očních kapek.
Při povrchové aplikaci může tato látka zesvětlit kůži, která ztmavla v důsledku pozánětové hyperpigmentace, vystavení slunečnímu světlu, nebo melasmy.
Povrchová aplikace cysteaminu se při léčbě melasmy ukázala být podobně účinnou jako intradermálně podaná kyselina tranexamová, ale měla výrazně méně vedlejších účinků.

## Vedlejší účinky

### Při povrchovém použití
Cysteamin má méně vedlejších účinků než jiné podobně používané přípravky.

### Při ústním podání
Ústně podávaný cysteamin může vyvolávat příznaky podobné Ehlersovu-Danlosovu syndromu, vyrážky na kůži, vředy a/nebo krvácení v žaludku a střevech a příznaky související s centrální nervovou soustavou, jako jsou záchvaty, ospalost, deprese, encefalopatie, snížení počtu bílých krvinek, zvýšenou úroveň alkalické fosfatázy, bolesti hlavy, a nevolnosti.
Vliv cysteaminu na plod není znám, ale tato látka u zvířecích mláďat způsobuje poškození v nižších dávkách, než v jakých se podává lidem.
U očních kapek jsou nejčastějšími vedlejšími účinky zvýšená citlivost na světlo, zarudnutí, bolesti hlavy, a poruchy vidění.

## Interakce
V očních kapkách nebo běžných kapslích cysteamin nevykazuje žádné lékové interakce, ale kapsle s prodlouženým uvolňováním by neměly být používány s léky ovlivňujícími tvorbu žaludeční kyseliny, jako jsou inhibitory protonové pumpy, nebo s alkoholem, které mohou způsobit příliš rychlé uvolnění léčiva. Cysteamin neinhibuje žádný z enzymů cytochromu P450.

## Farmakologické vlastnosti
U lidí s cystinózou není přítomen fungující přenašeč (cystinosin) převádějící cystin z lyzozomu do cytosolu, což vede ke hromadění cystinu v lyzozomech, kde krystalizuje a poškozuje buňky.
Cysteamin proniká do lyzozomů a přeměňuje cystin na cystein a cystein-cysteamidisulfid, které mohou být z lyzozomů vyloučeny.
Cysteamin také usnadňuje transport L-cysteinu do buněk.